# Adalbert von Saffenberg
Adalbert von Saffenberg, auch Adalbert von Saffenburg und Adolf von Nörvenich (* vor 1074; † um 1110) war ein Graf aus dem Geschlecht Saffenberg/Saffenburg mit Stammsitz auf der Saffenburg bei Mayschoß im Ahrtal.

## Familie
Adalbert von Saffenberg war der Sohn des Hermann IV. von Saffenberg (1027–1091), auch als Hermann II. von Saffenberg-Nörvenich bekannt, und dessen Gemahlin Gepa (Jepa) von Werl (* 1032).
Adalberts Frau war Mathilde (Mechthildis). Diese war in erster Ehe entweder mit Giso II. oder mit Giso III. verheiratet.
Ihr gemeinsamer Sohn und Stammhalter des Geschlechtes von Saffenberg war Adolf I. von Saffenberg († 1147). Ein weiterer Sohn war Herman, Propst von Xanten. Er starb um 1148.
Die Tochter Mathilde heiratete Herzog Heinrich II. von Limburg-Arlon und erhielt als Mitgift die Herrschaft Rode und die Vogtei Klosterrath (Kerkrade). Mathilde starb nach 1144.

## Herrschaft
Graf Adalbert von Saffenberg war ein einflussreicher Edelmann im Rheinland. Er war Graf von Saffenberg und Nörvenich. Außerdem trug er die Titel eines Vogtes der Reichsabtei Cornelimünster sowie Vogt zu St. Martin in Köln. Nach dessen Gründung übernahm er auch das Amt als Vogt der Abtei Klosterrath, bei Kerkrade.

### Die Saffenburg
Der Stammsitz der Grafen von Saffenberg liegt bei Mayschoß im Ahrtal. Dort zeugt die Ruine der Saffenburg aus dem 11. Jahrhundert noch von der damaligen Bedeutung des Geschlechts. Nach der Burg wird das Geschlecht auch von Saffenburg genannt.

### Burg Rode und Abtei Klosterrath
Eine weitere Burg, auf der die Grafen von Saffenberg um das Jahr 1100 Burgherren waren, lag nördlich von Aachen auf einer Anhöhe am Rande des Wurmtals. Diese Burg lag im Westen des Jülichgaus im heutigen Herzogenrath, einem in jener Zeit offenbar erst wiederbesiedelten Rodungsgebiet, das der Burg und dem Ort später den Namen gab. Unweit hiervon schenkte Graf Adalbert von Saffenberg einem Augustinermönch namens Ailbertus von Antoing zwei Hufen Land, nahe Burg Rode. Eine weitere Hufe schenkte die Frau des Grafen dem Mönch. Hierauf errichtete Ailbertus eine zunächst hölzerne später steinerne Kirche aus der die Abtei Klosterrath, das heutige Kloster Rolduc, hervorging.